# André Desvages
André Jules Léon Desvages (Graye-sur-Mer, 12 marzo 1944 – Tours, 1º giugno 2018) è stato un ciclista su strada e dirigente sportivo francese.
Professionista tra il 1967 ed il 1970, vinse una tappa al Tour de France.

## Carriera
Da dilettante partecipò ai Giochi olimpici di Tokyo 1964 classificandosi sesto nella cronometro a squadre. L'anno successivo fu terzo ai mondiali nella stessa specialità, oltre a conseguire alcuni successi come la Parigi-Troyes, una tappa alla Corsa della Pace ed una al Tour de l'Avenir. Nel 1966 ottenne un altro successo di tappa alla Corsa della Pace. Nel 1967 passò professionista con la Peugeot e vinse due tappe alla Parigi-Nizza, mentre l'anno successivo ottenne una vittoria di tappa al Tour de France. Partecipò a un'edizione del Tour de France e una della Vuelta a España. Si ritirò nel 1970 e tra il 1972 ed il 1974 fu direttore sportivo della Gitane e della Sonolor.

## Palmarès
- 1965 (Dilettanti, sei vittorie)

Paris-Égreville
Parigi-Troyes
7ª tappa Corsa della Pace (Pardubice > Otrokovice)
11ª tappa Tour de l'Avenir (Saint-Gaudens > Ax-les-Thermes)
1ª tappa, 2ª semitappa Circuit de Lorraine (Longwy > Villerupt)
6ª tappa Circuit de Lorraine (Piennes > Tucquegnieux)
- 1966 (Dilettanti, una vittoria)

8ª tappa Corsa della Pace (Varsavia > Varsavia)
- 1967 (Peugeot-BP-Michelin, due vittorie)

5ª tappa Parigi-Nizza (Bollène > Marignane)
7ª tappa Parigi-Nizza (Hyères > Antibes)
- 1968 (Peugeot-BP-Michelin, due vittorie)

5ª tappa, 1ª semitappa Tour de France (Rouen > Bagnoles-de-l'Orne)

### Altri successi
- 1968

Criterium di Brette-les-Pins
- 1969

Criterium di Poullaouen

## Piazzamenti

### Grandi Giri
- Tour de France

1968: ritirato (15ª tappa)
- Vuelta a España

1969: ritirato (12ª tappa)

### Competizioni mondiali
- Giochi olimpici

Tokyo 1964 - Cronosquadre: 6º
- Campionati del mondo

Lasarte-Oria 1965 - Cronosquadre dilettanti: 3º

### Classiche monumento
- Milano-Sanremo

1968: 112º